# Eremiaphila
Eremiaphila – rodzaj modliszek z rodziny Eremiaphilidae.

## Morfologia
Ciało krępe i tęgie. Obie płcie krótkoskrzydłe. Przedplecze o długości zbliżonej do szerokości. Odnóża przednie z dwoma rzędami kolców na goleniach. Samica ma dwa długie kolce na siódmym sternicie odwłoka.

## Systematyka
Do rodzaju tego należy 65 gatunków:
- Eremiaphila ammonita Uvarov, 1933
- Eremiaphila andresi Werner, 1910
- Eremiaphila anubis Lefebvre, 1835
- Eremiaphila arabica Saussure, 1871
- Eremiaphila aristidis Lucas, 1880
- Eremiaphila audouini Lefebvre, 1835
- Eremiaphila barbara Brisout, 1854
- Eremiaphila berndstiewi Stiewe, 2004
- Eremiaphila bifasciata Chopard, 1940
- Eremiaphila bovei Lefebvre, 1835
- Eremiaphila braueri Krauss, 1902
- Eremiaphila brevipennis Saussure, 1871
- Eremiaphila brunneri Werner, 1905
- Eremiaphila cairina Giglio-Tos, 1916
- Eremiaphila cerisyi Lefebvre, 1835
- Eremiaphila collenettei Beier, 1930
- Eremiaphila cordofana Werner, 1907
- Eremiaphila cycloptera Uvarov, 1939
- Eremiaphila dagi Doganlar, 2007
- Eremiaphila dentata Saussure, 1871
- Eremiaphila denticollis Lucas, 1855
- Eremiaphila foureaui Bolivar, 1905
- Eremiaphila fraseri Uvarov, 1921
- Eremiaphila genei Lefebvre, 1835
- Eremiaphila gigas Beier, 1930
- Eremiaphila hebraica Lefebvre, 1835
- Eremiaphila heluanensis Werner, 1904
- Eremiaphila irridipennis Mukherjee & Hazra, 1985
- Eremiaphila khamsini Lefebvre, 1835
- Eremiaphila kheychi Lefebvre, 1835
- Eremiaphila klunzingeri Werner, 1906
- Eremiaphila laeviceps Chopard, 1934
- Eremiaphila lefebvrii Burmeister, 1838
- Eremiaphila luxor Lefebvre, 1835
- Eremiaphila maculipennis Chopard, 1940
- Eremiaphila monodi Chopard, 1941
- Eremiaphila moretii Bolivar, 1886
- Eremiaphila murati Chopard, 1940
- Eremiaphila mzabi Chopard, 1941
- Eremiaphila nilotica Saussure, 1871
- Eremiaphila nova Giglio-Tos, 1916
- Eremiaphila numida Saussure, 1872
- Eremiaphila persica Werner, 1905
- Eremiaphila petiti Lefebvre, 1835
- Eremiaphila pierrei Chopard, 1954
- Eremiaphila pyramidum Werner, 1904
- Eremiaphila rectangulata Chopard, 1941
- Eremiaphila reticulata Chopard, 1941
- Eremiaphila rohlfsi Werner, 1906
- Eremiaphila rotundipennis Kirby, 1904
- Eremiaphila rufipennis Uvarov, 1929
- Eremiaphila rufula Chopard, 1941
- Eremiaphila savignyi Lefebvre, 1835
- Eremiaphila somalica Rehn, 1901
- Eremiaphila spinulosa Krauss, 1893
- Eremiaphila tuberculifera Chopard, 1941
- Eremiaphila turcica Westwood, 1889
- Eremiaphila typhon Lefebvre, 1835
- Eremiaphila uvarovi Bodenheimer, 1933
- Eremiaphila voltaensis Sjostedt, 1930
- Eremiaphila werneri Giglio-Tos, 1916
- Eremiaphila wettsteini Werner, 1918
- Eremiaphila yemenita Uvarov, 1939
- Eremiaphila zetterstedti Lefebvre, 1835